# 시나이의 닐로스
시나이의 성 닐로스(Νείλος; ? - 430년경 11월 12일)는 성 요한 크리소스토모스의 제자이자 충실한 옹호자였다.

## 생애
콘스탄티노폴리스 출신인 닐로스는 평신도였고, 기혼자였으며 두 자녀를 두었다. 비교적 젊은 나이에 도시의 지사(eparch)로 임명되었다. 그는 요한 크리소스토모스 대주교의 제자였다. 요한은 닐로스에게 성서연구와 경건한 일을 하도록 지시했다. 대주교는 닐로스와 그의 아내에게 깊은 영향을 끼쳤고, 390년과 404년 사이에 부부는 헤어지고 각자 수도생활을 추구하기로 결정했다. 닐로스는 아들 테오둘로스와 수도자가 되기 위해 시나이산으로 떠났다. 닐로스의 아내와 딸은 이집트의 여성 수도원으로 갔다.
410년경 사라센 침입자들이 테오둘로스를 체포하여 포로로 잡았을 때까지 닐로스와 테오둘로스는 시나이에 있었다. 사라센은 테오둘로스를 노예로 팔았고, 그는 팔레스타인 엘루사 주교의 소유가 되었다. 주교는 테오둘로스를 그의 성직자들 중 한 사람으로 받아들이고 교회의 문지기로 세웠다. 한편 아들을 찾으러 떠난 닐로스는 마침내 엘루사에서 아들을 만났다. 그 후 주교는 두 사람을 사제로 서품하고 시나이로 돌아갈 수 있도록 허락했다. 40년 동안 그들의 거주처는 동굴이었다. 닐로스는 동방 교회 전반에 걸쳐 잘 알려진 인물로, 그의 저술과 서신을 통해 당대 역사에 중요한 역할을 했다. 그는 신학자이자 성경 학자, 금욕주의 작가로 알려졌으며 황제부터 모든 계층의 사람들이 그의 조언을 구했다.
그의 축일은 동방 정교회 달력으로 11월 12일에 지켜지며, 로마 순교록에서도 같은 날짜에 기념된다. 아르메니아 교회는 다른 이집트 교부들과 함께 대림절 셋째 주일 기념한다.